# Masisi
Masisi är ett territorium i Kongo-Kinshasa. Det ligger i provinsen Norra Kivu, i den östra delen av landet, 1 500 km öster om huvudstaden Kinshasa. Arean är 4 734 kvadratkilometer.